# Gymnura tentaculata
Gymnura tentaculata is een vissensoort uit de familie van de vlinderroggen (Gymnuridae). De wetenschappelijke naam van de soort is voor het eerst geldig gepubliceerd in 1841 door Müller & Henle.